# Julius Basilier
Julius Frans Alexander Basilier (né le 9 juillet 1834 à Vaasa - mort le 2 février 1905 à Kuopio) est un  architecte finlandais.

## Carrière
Julius Basilier sort diplômé de l'école technique de Turku en 1853 et acquiert ses compétences comme architecte régional de Turku en assistant Georg Theodor von Chiewitz de 1853 à 1860. 
Puis il travaille comme architecte à Loviisa de 1860 à 1864. 
En 1867, il entre à la Direction des bâtiments de Finlande et sera architecte à Vaasa, Oulu et à Kuopio, puis directeur du séminaire des travaux de construction à Sortavala de 1880 à 1885.

## Ouvrages principaux
- 1865, Église de Loviisa[3]
- 1861, Maison des postes[4] Loviisa[5]
- 1878, Villa Grankulla, Pori
- 1881, Immeuble Alopaeus[6], Sortavala[7]
- 1882, Immeuble Kiljander[8], Sortavala
- 1891, Église d'Oulunsalo
- 1892, Église d'Ylivieska
- 1894, Église d'Utajärvi (modifications)

## Galerie

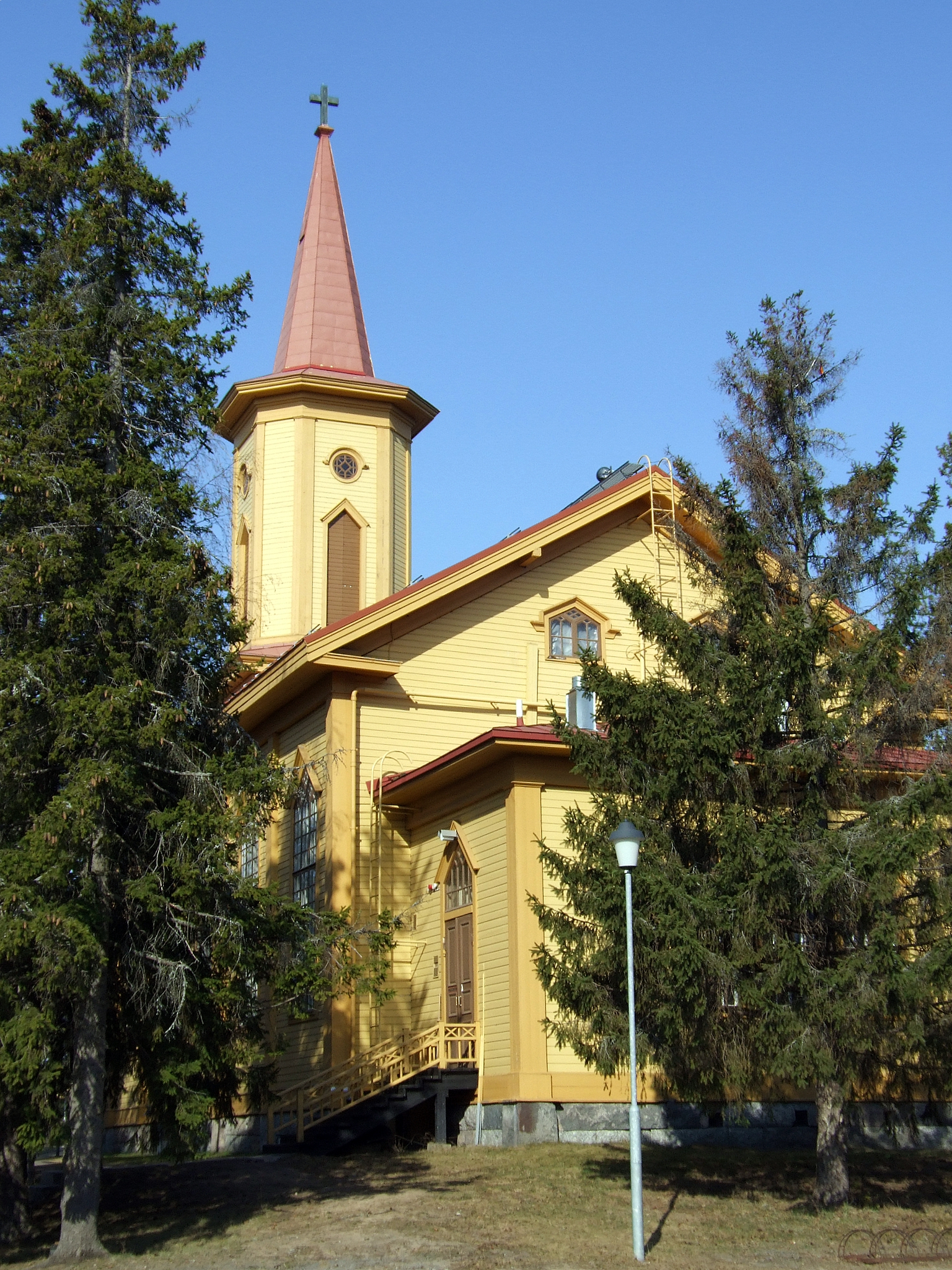
Église d'Oulunsalo
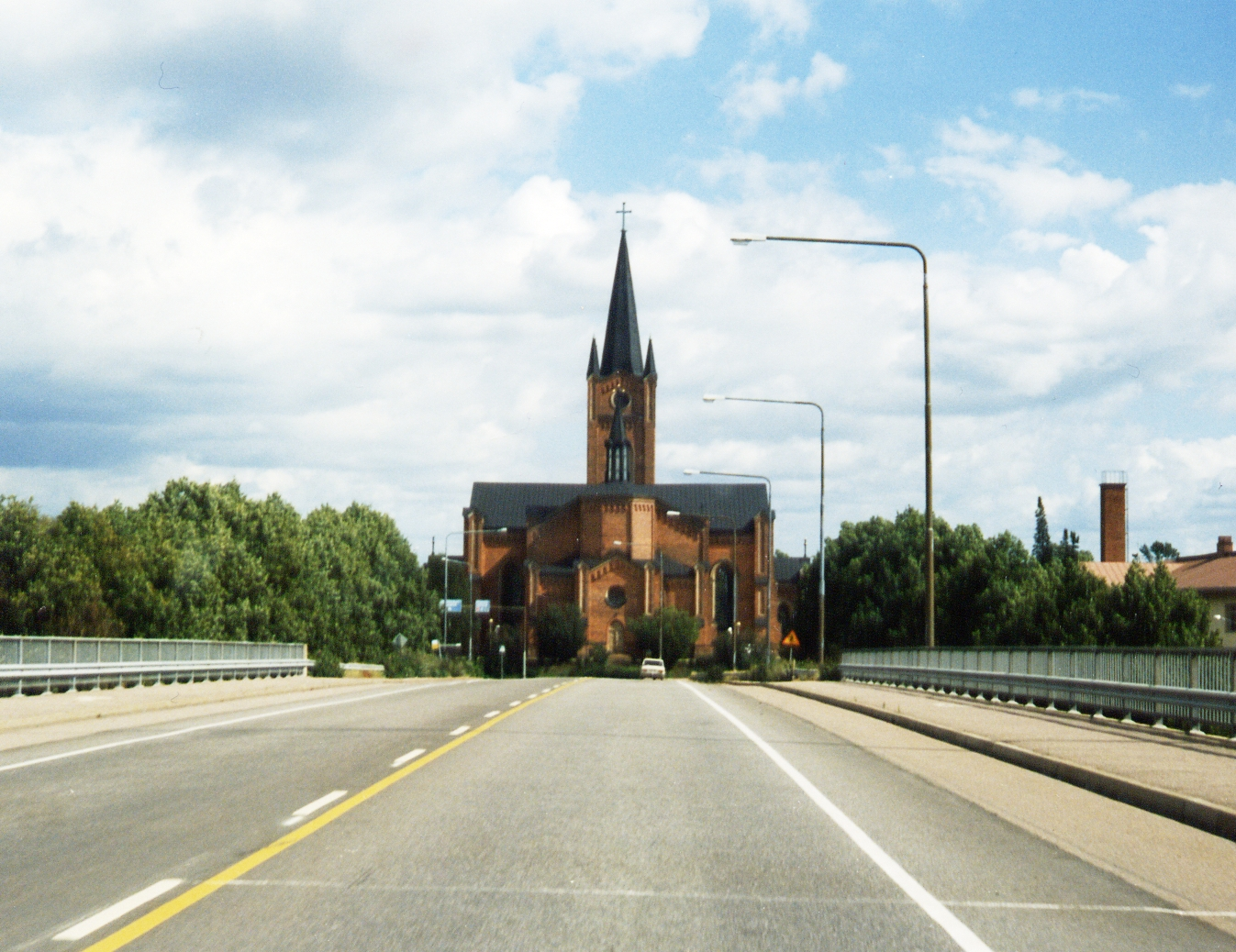
Église de Loviisa